# Mistero (programma televisivo)
Mistero è stato un programma televisivo italiano di divulgazione culturale su tematiche riguardanti l'occulto, il paranormale e le scienze di confine, andato in onda su Italia 1 dall'estate del 2009 a quella del 2016.
Il titolo del programma è una citazione dell'omonimo brano di Enrico Ruggeri, conduttore delle prime edizioni. Nella nona edizione il programma ha cambiato titolo in Mistero Adventure.

## Il programma

### Contenuto e produzione
Il programma trattava di argomenti afferenti all'ambito dell'ufologia, del paranormale, del misticismo, delle teorie del complotto ed in generale della pseudoscienza.
Il programma è andato in onda dal Parco museale Pagani di Castellanza, dalle vecchie fonderie napoleoniche di Milano, dal Teatro di Monza e dal lago di Como a bordo del Patria.

### Conduzione
Nella prima e seconda stagione il programma fu presentato dal cantante Enrico Ruggeri e da Rachele Restivo nel ruolo dell'Oracolo, affiancati nella seconda da Daniele Bossari, come inviato speciale. Nella terza stagione invece fu condotto da Raz Degan, affiancato ancora da Bossari e da Marco Berry come inviati speciali e Rachele Restivo nel ruolo dell'Oracolo. Anche la quarta stagione fu condotta da Raz Degan; si aggiunsero inoltre come inviati speciali Adam Kadmon, Andrea G. Pinketts, Melissa P. e successivamente Alessandro Cecchi Paone e Rachele Restivo, ormai mascotte del programma.
Nello speciale I casi italiani del 15 febbraio 2011, Enrico Ruggeri tornò al programma come inviato.
La quinta stagione fu condotta da Jane Alexander sempre con Adam Kadmon; Melissa P. e Cecchi Paone vennero sostituiti da Nicole Pelizzari, una ragazza selezionata tra il pubblico, a partire dalla seconda puntata. La quinta stagione vede in scena Rachele Restivo nella veste dell'Oracolo. La sesta stagione vide il ritorno di tutto il cast della precedente edizione, con l'aggiunta però di Paola Barale alla conduzione. Dalla sesta edizione Rachele Restivo sveste i panni dell'Oracolo per riappropriarsi del suo ruolo di giornalista curando e realizzando reportages in diretta da New York. Nella settima edizione, a partire dal gennaio 2013, insieme a Jane Alexander a condurre c'è Lucilla Agosti. Durante la settima edizione, Rachele Restivo cura lo speciale I misteri di Hollywood. Nella ottava stagione Adam Kadmon, che aveva già condotto sette speciali di Mistero in prima serata, ne diviene voce narrante e conduttore ottenendo il nome nei titoli di apertura del programma cui si aggiungono i due nuovi inviati Clemente Russo ed Elenoire Casalegno. Nell'ottava edizione, quella del 2014, Rachele Restivo è ideatrice e conduttrice della rubrica Attrazioni fatali. A partire dalla terza puntata di Mistero, sempre dell'ottava stagione, Adam Kadmon, già conduttore, diviene anche coautore del programma televisivo come indicato nei titoli di apertura.
Dall'ottava serie, Adam Kadmon conduce anche un editoriale di attualità intitolato "Adam Kadmon Revolution" ed è voce narrante ufficiale nei titoli di apertura del programma televisivo, oltre a presentare una rubrica in cui illustra le teorie della cospirazione accompagnandole alla divulgazione di valori eticomorali dedicati ad un miglioramento collettivo basato su pacifismo e sensibilizzazione al rispetto reciproco. Sono presenti anche le rubriche di Daniele Gullà e dei GHT (Ghost Hunter Team) che si occupano di fantasmi, e di Pablo Ayo che si occupa di ufologia.
La realizzazione della trasmissione ha avuto una battuta d'arresto nel 2015, in seguito all'improvvisa morte dei due principali autori e produttori, Ade Capone (4 febbraio 2015) e Claudio Cavalli (maggio).
Dal 14 dicembre 2015 al 4 gennaio 2016 è andata in onda la nona edizione del programma, che è stata divisa in due parti. Ha cambiato titolo in Mistero Adventure in seguito ad alcune piccole modifiche del format: non è più presente un conduttore principale, ma solo i reportage degli inviati (i riconfermati Daniele Bossari ed Elenoire Casalegno più i nuovi ingressi Laura Torrisi e Fabio Troiano) in giro per il mondo e diverse rubriche. Nel corso della decima stagione del 2016 Rachele Restivo cura il magazine Mystery Pop Stars.
La seconda parte della nona edizione è andata in onda dal 13 luglio al 31 agosto 2016 con lo stesso format e inviati dell'edizione precedente.
La figura di Rachele Restivo è presente già dalla prima edizione e la sua rubrica si svilupperà poi per tutto il corso del programma, fino alla seconda parte della nona e ultima edizione. Per le prime cinque edizioni la conduttrice ha svestito i panni della giornalista per calarsi nel ruolo dell'Oracolo, una figura intrigante che interpreta frasi celebri di grandi autori. Durante la sesta edizione la giornalista cura e produce reportage in diretta da New York, per poi invece dedicarsi, dalla settima edizione in poi, al racconto di biografie dei personaggi del mondo dell'entertainment: approfondisce le vite ingarbugliate di varie star di Hollywood, racconta i grandi amori di alcune coppie note nel jet set internazionale, realizza servizi giornalistici in cui narra gli intrighi, le curiosità e le storie avvincenti di cantanti conosciuti in tutto il mondo.

### Adam Kadmon. "Personaggio reale"

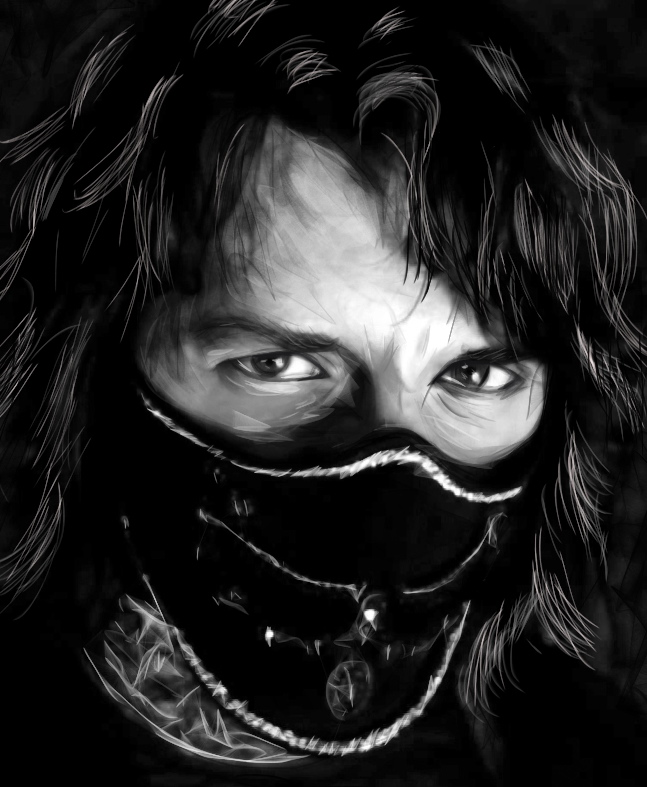
Ritratto di "Adam Kadmon" come appare nella trasmissione televisiva

Adam Kadmon è lo pseudonimo di un blogger che mantiene nascosta la sua vera identità.  È divenuto noto nel 2005 sul web attraverso il suo blog amatoriale, nel 2009 la trasmissione radiofonica Lo Zoo di 105 lo fa conoscere ad un pubblico più ampio. Successivamente approda al programma televisivo Mistero. Per non fare riconoscere la propria voce egli viene sempre doppiato. Alla radio la voce era del doppiatore Christian Lansante. Il suo pseudonimo è ispirato alla figura dell'Adam Qadmon, l'uomo primordiale della mistica ebraica, e significa "uomo delle origini" ossia "umanità incontaminata". Nella rivista di Mistero e in alcune interviste si afferma che "Adam Kadmon" sarebbe il nome iniziatico che gli sarebbe stato imposto da alcune culture sapienziali sulla base di considerazioni numerologiche che legherebbero i suoi dati personali al numero 7.
In televisione appare con il viso quasi completamente celato da una maschera, in abiti che afferma essere parte di una sua non meglio precisata tradizione culturale, alla quale apparterrebbe dalla nascita. Possiede un emblema costituito dall'unione di due simboli esoterici classici: un caduceo avvolto da un uroboro. Kadmon si descrive come una persona appartenente dalla nascita a un antico ambiente esoterico, che, per proteggere la sua famiglia, sarebbe stato costretto a mantenere l'anonimato, dopo che alcune sue indagini avrebbero causato la morte, per rappresaglia, di alcune persone a lui care. Nelle trasmissioni in cui compare, Adam Kadmon si dichiara a favore della nonviolenza e del pacifismo, con l'obiettivo di migliorare la coscienza dell'umanità, promuovendo il rispetto reciproco e conclude quasi sempre i suoi messaggi, che siano video, vocali o scritti, con le parole: "Un abbraccio, Adam".
Adam Kadmon è stato menzionato da un articolo del New York Times dove viene descritto come un personaggio che interpreta un "misterioso vigilante che ha investigato su argomenti quali Ustica, impianti di microchip sottocutanei e gli attentati dell'11 settembre 2001". Il personaggio è inoltre accreditato come autore di alcuni DVD e del libro della trasmissione Mistero: Illuminati. Viaggio nel cuore nero della cospirazione mondiale, pubblicato nel 2013, in cui vengono sostenute varie teorie del complotto.
Tra le pubblicazioni ad esso correlate vi è anche il libro Adam Kadmon (novembre 2013) di Ade Capone, sceneggiatore ed autore della trasmissione Mistero. Il libro è impostato come un'intervista ad Adam Kadmon ed è scritto come se egli fosse una persona realmente esistente che nasconde la propria identità, viene infatti pubblicizzato come "biografia ufficiale del personaggio di cui nessuno conosce la vera identità".  Nel libro si afferma che sarebbe nato in una città del nord Italia, pur non essendo di origini italiane.
Sul web esistono alcuni siti e account sui social network dedicati ad Adam Kadmon, accreditati dai suoi autori.
Nell'ambito di libri, trasmissioni e interviste si afferma che è una persona realmente esistente, cosa che il personaggio dice di se stesso anche nel suo blog, ed è stato inoltre detto che si tratta di un reale autore televisivo e scrittore, in attiva collaborazione con Mediaset. La stessa cosa è stata affermata dagli autori di Mistero, Ade Capone e Claudio Cavalli, da un articolo del quotidiano Libero.
Sono stati pubblicati alcuni libri in cui lo pseudonimo "Adam Kadmon" è indicato come autore. Sono testi scritti in prima persona in cui l'io narrante è costituito dallo stesso Adam Kadmon. I temi trattati sono le medesime teorie del complotto di cui il personaggio parla nelle trasmissioni radiotelevisive in cui compare.

## Edizioni
| 1ª | Enrico Ruggeri                  | 1º luglio 2009   | 26 agosto 2009  | 8  | – | Rachele Restivo                                                                               | –                |   |   |
| 2ª | Enrico Ruggeri                  | 13 novembre 2009 | 8 gennaio 2010  | 8  | Daniele Bossari | Rachele Restivo                                                                               | –                |   |   |
| 3ª | Raz Degan                       | 27 aprile 2010   | 8 giugno 2010   | 8  | Daniele Bossari e Marco Berry                                                                                      | Rachele Restivo, Adam Kadmon                                                                  | –                |   |   |
| 4ª | Raz Degan                       | 4 gennaio 2011   | 15 marzo 2011   | 10 | Daniele Bossari, Marco Berry, Andrea G. Pinketts, Alessandro Cecchi Paone e Melissa P.                             | Rachele Restivo, Adam Kadmon                                                                  | –                |   |   |
| 5ª | Jane Alexander                  | 4 settembre 2011 | 23 ottobre 2011 | 10 | Marco Berry, Daniele Bossari, Andrea G. Pinketts, Jane Alexander e Nicole Pelizzari                                | Rachele Restivo, Adam Kadmon                                                                  | –                |   |   |
| 6ª | Jane Alexander e Paola Barale   | 26 aprile 2012   | 21 giugno 2012  | 10 | Marco Berry, Daniele Bossari, Andrea G. Pinketts, Jane Alexander e Nicole Pelizzari                                | Rachele Restivo, Adam Kadmon, Daniele Gullà                                                   | Teatro di Monza  |   |   |
| 7ª | Jane Alexander e Lucilla Agosti | 9 gennaio 2013   | 27 marzo 2013   | 10 | Marco Berry, Daniele Bossari, Andrea G. Pinketts, Jane Alexander e Nicole Pelizzari                                | Rachele Restivo, Adam Kadmon, Daniele Gullà                                                   | Teatro di Monza  |   |   |
| 8ª | Adam Kadmon                     | 15 gennaio 2014  | 3 aprile 2014   | 11 | Adam Kadmon, Marco Berry, Daniele Bossari, Andrea G. Pinketts, Elenoire Casalegno, Jane Alexander e Clemente Russo | Rachele Restivo, Adam Kadmon, Pablo Ayo, Sabrina Pieragostini, Daniele Gullà, Mirko Barbaglia | Piroscafo Patria |   |   |
| 9ª | –                               | 14 dicembre 2015 | 4 gennaio 2016  | 4  | Daniele Bossari, Elenoire Casalegno, Laura Torrisi, Fabio Troiano                                                  | Rachele Restivo, Adam Kadmon                                                                  | –                | – | – |
| 9ª | –                               | 13 luglio 2016   | 31 agosto 2016  | 6  | Daniele Bossari, Elenoire Casalegno, Laura Torrisi, Fabio Troiano                                                  | Rachele Restivo, Adam Kadmon                                                                  | –                | – | – |

## Audience
| Edizione | Rete televisiva | Anno      | Stagione          | Programmazione | Programmazione | Programmazione | Programmazione | Programmazione | Programmazione | Programmazione | Telespettatori | Share  | Première       | Première | Finale         | Finale |
| Edizione | Rete televisiva | Anno      | Stagione          | L              | M              | M              | G              | V              | S              | D              | Telespettatori | Share  | Telespettatori | Share    | Telespettatori | Share  |
| -------- | --------------- | --------- | ----------------- | -------------- | -------------- | -------------- | -------------- | -------------- | -------------- | -------------- | -------------- | ------ | -------------- | -------- | -------------- | ------ |
| 1ª       | Italia 1        | 2009      | estate            |                |                |                |                |                |                |                | 2 218 000      | 12,09% | 3 278 000      | 15,12%   | 1 686 000      | 10,05% |
| 2ª       | Italia 1        | 2009-2010 | autunno-inverno   |                |                | 2 025 000      | 9,05%          | 2 062 000      | 9,27%          | 2 530 000      | 11,16%         |        |                |          |                |        |
| 3ª       | Italia 1        | 2010      | primavera         |                |                |                | 2 144 000      | 9,67%          | 1 952 000      | 8,24%          | 1 763 000      | 8,47%  |                |          |                |        |
| 4ª       | Italia 1        | 2011      | inverno           |                |                | 1 952 000      | 8,57%          | 1 913 000      | 8,90%          | 1 498 000      | 6,37%          |        |                |          |                |        |
| 5ª       | Italia 1        | 2011      | estate-autunno    |                |                |                | 1 867 000      | 9,39%          | 1 464 000      | 9,77%          | 2 267 000      | 10,07% |                |          |                |        |
| 6ª       | Italia 1        | 2012      | primavera-estate  |                |                | 1 954 000      | 9,95%          | 2 281 000      | 10,49%         | 1 539 000      | 9,81%          |        |                |          |                |        |
| 7ª       | Italia 1        | 2013      | inverno-primavera |                | 1 991 000      | 8,64%          | 1 734 000      | 7,67%          | 1 837 000      | 8,90%          |                |        |                |          |                |        |
| 8ª       | Italia 1        | 2014      | inverno-primavera | 1 580 200      | 7,60%          | 1 477 000      | 8,43%          | 1 551 000      | 7,15%          |                |                |        |                |          |                |        |
| 9ª       | Italia 1        | 2015-2016 | autunno-inverno   |                |                |                | 1 295 000      | 6,23%          | 1 290 000      | 6,14%          | 1 296 000      | 6,33%  |                |          |                |        |
| 9ª       | Italia 1        | 2016      | estate            |                |                | 828 000        | 5,10%          | 1 073 000      | 6,25%          | 853 000        | 5,00%          |        |                |          |                |        |

## Puntate e ascolti

### Prima edizione (2009)
La prima stagione è stata presentata da Enrico Ruggeri. Rachele Restivo nel ruolo dell'Oracolo.
| Puntata | Principali argomenti trattati                                                             | Messa in onda  | Ascolti        | Ascolti |
| Puntata | Principali argomenti trattati                                                             | Messa in onda  | Telespettatori | Share   |
| ------- | ----------------------------------------------------------------------------------------- | -------------- | -------------- | ------- |
| 1       | Alieni, Abduction parte 1, Area 51, Vampiri, Mummie di Palermo, 21 dicembre 2012          | 1º luglio 2009 | 3 278 000      | 15,12%  |
| 2       | Abduction parte 2, Cerchi nel grano, Demòni e Possessione, Nostradamus                    | 8 luglio 2009  | 2 660 000      | 13,29%  |
| 3       | Triangolo delle Bermuda, Abduction parte 3, Esperienze pre-morte, Sindone, Entità di luce | 15 luglio 2009 | 2 529 000      | 13%     |
| 4       | Alieni, Starchild, Cavalieri templari, Armageddon (Apocalisse), Sonnambulismo             | 22 luglio 2009 | 2 161 000      | 12,24%  |
| 5       | Influenza suina, H1N1, H5N1, John Kennedy, Medium, Spiritismo, Marilyn Monroe, Gesù       | 29 luglio 2009 | 1 966 000      | 11,88%  |
| 6       | X-Files su UFO, Tutankhamon, Anticristo, Apocalisse di Giovanni                           | 5 agosto 2009  | 1 971 000      | 11,35%  |
| 7       | Fulmini globulari, Prescienza, Vampiri                                                    | 19 agosto 2009 | 1 495 000      | 9,81%   |
| 8       | Morte di Lady D., Extraterrestri, Inquisizione, 11 settembre 2001, Ospedale sotto terra   | 26 agosto 2009 | 1 686 000      | 10,05%  |
| Media   | Media                                                                                     | Media          | 2 218 000      | 12,09%  |

### Seconda edizione (2009-2010)
La seconda stagione è stata presentata da Enrico Ruggeri e da Daniele Bossari come inviato speciale.
| Puntata | Principali argomenti trattati                                                                               | Messa in onda    | Ascolti        | Ascolti |
| Puntata | Principali argomenti trattati                                                                               | Messa in onda    | Telespettatori | Share   |
| ------- | --- | ---------------- | -------------- | ------- |
| 1       | Alieni, Abduction, Incontri ravvicinati del III tipo, Uomini impossibili, Piramidi bosniache                | 13 novembre 2009 | 2 062 000      | 9,27%   |
| 2       | Sottosuolo di Napoli, Vampiri, Streghe, Fantasmi, Uomini impossibili, Serge Voronoff, Nazca                 | 20 novembre 2009 | 1 684 000      | 7,99%   |
| 3       | Omicidio di Meredith Kercher, Incidente di Roswell, Carcere di Armagh con Mark Cowden, Madonna di Međugorje | 27 novembre 2009 | 2 088 000      | 9,29%   |
| 4       | Caso Brenda, Mummia del Similaun, Allunaggio, Apollo 11, Autocombustione umana                              | 4 dicembre 2009  | 1 902 000      | 8,40%   |
| 5       | Cambiamenti climatici, HAARP, Canneto di Caronia, Federazione di Damanhur, Sasquatch, Titanic               | 11 dicembre 2009 | 2 017 000      | 8,95%   |
| 6       | Castello di Gropparello, Tutankhamon, John John Kennedy, Catacombe di San Severo, Licantropi                | 18 dicembre 2009 | 1 891 000      | 8,32%   |
| 7       | Metavisione, Profezie sul 21 dicembre 2012, Padre Pio, Fachiro, Cerchi nel grano                            | 8 gennaio 2010   | 2 530 000      | 11,16%  |
| Media   | Media | Media            | 2 025 000      | 9,05%   |

### Terza edizione (2010)
La terza stagione è stata presentata da Raz Degan, e da Daniele Bossari e Marco Berry come inviati speciali.
| Puntata | Principali argomenti trattati                                                          | Messa in onda  | Ascolti        | Ascolti |
| Puntata | Principali argomenti trattati                                                          | Messa in onda  | Telespettatori | Share   |
| ------- | -------------------------------------------------------------------------------------- | -------------- | -------------- | ------- |
| 1       | Arca di Noè, Profezie sul 21 dicembre 2012, Mummie di Urbania, Orbs, Alieni, Pre-morte | 27 aprile 2010 | 1 952 000      | 8,24%   |
| 2       | Sacra Sindone, Piramidi in Italia, Cerchi nel grano, maledizioni, Scie chimiche        | 4 maggio 2010  | 2 389 000      | 9,90%   |
| 3       | CERN, Corna sottocutanee, Papiro Edwin Smith, Donna con vita più sottile, Demonio      | 11 maggio 2010 | 2 236 000      | 9,91%   |
| 4       | Alieni, UFO, Mostro di Loch Ness, Cerchi nel grano, Abigail e Brittany Hensel          | 19 maggio 2010 | 2 365 000      | 10,77%  |
| 5       | Illuminati, Giganti in Sardegna, UFO nazisti, Agarthi, Vedere senza occhi              | 26 maggio 2010 | 2 365 000      | 11,04%  |
| 6       | Signoraggio, Via Francigena, Vampiri, Triangolo delle Bermuda, Stregoneria             | 1º giugno 2010 | 1 938 000      | 9,38%   |
| 7       | Mentalismo, Seduta spiritica, Dipendenza sessuale, Droghe, Arca dell'alleanza          | 8 giugno 2010  | 1 763 000      | 8,47%   |
| Media   | Media                                                                                  | Media          | 2 144 000      | 9,67%   |

### Quarta edizione (2011)
La quarta stagione è stata presentata da Raz Degan e da Daniele Bossari, Marco Berry, Andrea G. Pinketts, Alessandro Cecchi Paone e Melissa P. come inviati speciali.
| Puntata | Principali argomenti trattati | Messa in onda    | Ascolti        | Ascolti |
| Puntata | Principali argomenti trattati | Messa in onda    | Telespettatori | Share   |
| ------- | --- | ---------------- | -------------- | ------- |
| 1       | Alieni: le testimonianze dei rapiti, Il quarto tipo, Dracula, Narni sotterranea, Messaggi subliminali, Science Report, streghe e Wicca                              | 4 gennaio 2011   | 1 913 000      | 8,90%   |
| 2       | Sindrome di Morgellons parte 1, Altare e il tesoro dei Templari, Jack lo squartatore, Free Energy, Moria di uccelli, Real Vampires, Azzurrina, Uomo falena          | 13 gennaio 2011  | 2 349 000      | 9,98%   |
| 3       | Escapologia, Caso Caponi, Ettore Majorana, Sindrome di Morgellons parte 2, Influenza A, Castello di Gropparello, Nibiru, Donna con vita più sottile                 | 20 gennaio 2011  | 2 219 000      | 9,59%   |
| 4       | Clipeologia, Il fantasma di Azzurrina, Il potere di Amma, Microchip sotto pelle, I misteriosi Orbs, La pericolosità degli OGM, Il terzo sesso, Fachiri              | 25 gennaio 2011  | 1 963 000      | 8,67%   |
| 5       | Cyborg, Rennes-le-Château e il Santo Graal, Mummie di Ferentillo, Gunther von Hagens e la plastinazione, Majestic 12, Vincere la morte, Autopsia aliena             | 1º febbraio 2011 | 1 882 000      | 7,54%   |
| 6       | Il manicomio dei bambini, Lo spartito del diavolo, Il mistero dell'ONU, Supersoldati manciuriani, Il fantasma della birra, Il segreto dei Talebani, Alieni a Napoli | 8 febbraio 2011  | 2 004 000      | 8,68%   |
| 7       | La Sacra Sindone, Damanhur, Elisabetta I, L'anima degli animali, Nuovo ordine mondiale, I fantasmi della necropoli etrusca, Donne Giraffa, Crop Circles             | 22 febbraio 2011 | 2 099 000      | 9,51%   |
| 8       | L'uomo che vede gli angeli, Harry Houdini, Baphomet, Aleister Crowley, Gli Illuminati, Il meccanismo di Antikythera, A caccia di fantasmi con Mark Cowden           | 1º marzo 2011    | 1 813 000      | 7,91%   |
| 9       | Il mostro del lago di Santa Croce, Venezia maledetta, Dracula e i vampiri, Remote Viewing, Otzi: la mummia del Similaun, Alla ricerca del Nirvana                   | 8 marzo 2011     | 1 782 000      | 8,52%   |
| 10      | Battaglia di Solferino e San Martino, Il segreto di Mazzini, Il castello di Trezzo sull'Adda, Padre Pio, Terremoti, Tatuaggi Maori, Satanismo                       | 15 marzo 2011    | 1 498 000      | 6,37%   |
| Media   | Media | Media            | 1 952 000      | 8,57%   |

### Quinta edizione (2011)
La quinta stagione è stata presentata da Jane Alexander e da Marco Berry, Daniele Bossari, Andrea G. Pinketts e Nicole Pelizzari come inviati speciali.
| Puntata | Principali argomenti trattati | Messa in onda     | Ascolti        | Ascolti |
| Puntata | Principali argomenti trattati | Messa in onda     | Telespettatori | Share   |
| ------- | --- | ----------------- | -------------- | ------- |
| 1       | Abduction, Poltergeist di Enfield, Caso Caponi: riavvistato l'alieno, Fantasmi del carcere Le Nuove, Volterra e i Vampiri, Riti iniziatici: Danza del Fuoco  | 4 settembre 2011  | 1 464 000      | 9,77%   |
| 2       | La ricerca dell'eremo perduto, Il ritrovamento di Monna Lisa, 11 settembre 2001: le verità nascoste, Riti iniziatici: Crocifissione, Uomo con poteri inumani | 11 settembre 2011 | 1 746 000      | 9,89%   |
| 3       | Miracolo a Milano, La donna con sette personalità, Pietrificatori di cadaveri, Michael Jackson: ipotesi di omicidio, Cometa Elenin, Manoscritto Voynich      | 18 settembre 2011 | 1 653 000      | 7,97%   |
| 4       | Le stigmate di Elia, Ipnosi e Sport, I Rothschild, Sopravvivere al veleno dei serpenti, Emanuela Orlandi, Autopsia di una mummia del Cinquecento, Medjugorie | 25 settembre 2011 | 1 400 000      | 9,67%   |
| 5       | Alla ricerca delle spoglie dei minatori, Dentro una loggia massonica, Il vero volto di Dante, Base Dulce, Reliquie di San Gennaro, Manicomio di Aguscello    | 2 ottobre 2011    | 1 832 000      | 9,11%   |
| 6       | I misteri del monte Musinè, Natuzza Evolo, La verità su Ustica, Il castello di Oria e la Confraternita della Morte, Riti iniziatici: Autoflagellazione       | 9 ottobre 2011    | 1 962 000      | 9,69%   |
| 7       | Alla ricerca del villaggio sommerso, Esoterismo, Vissarion: il nuovo messia, Le Bestie di Satana, La maledizione delle rock star, Jack lo squartatore        | 16 ottobre 2011   | 1 976 000      | 9,01%   |
| 8       | Assassin's Creed: i ricordi del DNA, La donna calamita, Spiriti in miniera, Nuovo ordine mondiale, Avvistamenti alieni in Italia, Le voci nella mente        | 23 ottobre 2011   | 2 267 000      | 10,07%  |
| Media   | Media | Media             | 1 867 000      | 9,39%   |

### Sesta edizione (2012)
La sesta stagione è stata presentata da Jane Alexander e Paola Barale, e da Stan Lee, Marco Berry, Daniele Bossari, Andrea G. Pinketts, Nicole Pelizzari e Rachele Restivo come inviati speciali.
| Puntata | Principali argomenti trattati | Messa in onda  | Ascolti        | Ascolti |
| Puntata | Principali argomenti trattati | Messa in onda  | Telespettatori | Share   |
| ------- | --- | -------------- | -------------- | ------- |
| 1       | Camerano: il segreto sotto l'altare, Il Triangolo del Sole, Brindisi: l'uomo con le stigmate, Morte di Paul McCartney, Supereroi: resistere ad una scossa elettrica | 26 aprile 2012 | 2 281 000      | 10,49%  |
| 2       | Zanfretta: l'uomo che comunica con gli alieni, Il mistero della donna calamita, I poteri esoterici del conte Cagliostro, Il bambino gatto, Catafili: viaggio nel sottosuolo di Parigi, Naufragio della Costa Concordia, Supereroi: il vero Spiderman | 3 maggio 2012  | 2 206 000      | 10,02%  |
| 3       | I segreti del Monte Conero, San Donaci: il mistero delle salme mummificate, Supereroi: l'equilibrista senza paura, Strane presenze in un paese abbandonato, Supereroi: l'uomo immune al dolore | 10 maggio 2012 | 1 924 000      | 9,21%   |
| 4       | Città di Castello: il fantasma della pinacoteca, Vostok: il mistero del lago sotterraneo, Il rito sabbatico delle streghe, L'uomo con i poteri soprannaturali, Supereroi: il samurai invulnerabile, Monarch: il progetto segreto per controllare le menti, Stonehenge: il sito più misterioso del mondo, L'uomo lupo, Esoterismo: il mistero del Sator | 17 maggio 2012 | 1 977 000      | 9,48%   |
| 5       | Lourdes: i misteri dell'acqua miracolosa, Dottor Morte: lo scultore delle salme, Lady Diana: le verità nascoste sull'incidente, Mummie: le conservazioni prodigiose, Supereroi: l'uomo delfino, La verità sulle armi psicotroniche, Come nascono i cerchi nel grano, Salò: il mistero delle teste mummificate | 24 maggio 2012 | 1 918 000      | 9,84%   |
| 6       | Il malocchio: cos'è e come si leva, Supereroi: l'uomo con la forza magnetica, Caravaggio: i misteri della vita e delle opere dell'artista, Supereroi: l'uomo che vola, Il club del 27: la maledizione delle rock star, 528 Hz: la frequenza della vita, Austria: la scoperta di un tunnel che collega il mondo, I segreti dell'Area 51 | 31 maggio 2012 | 1 891 000      | 9,32%   |
| 7       | Dossier sugli Abduction, Ischia: i misteri delle apparizioni della Madonna a due veggenti, Paranormale: i misteriosi messaggi esoterici nei quadri, Supereroi: l'uomo più forte del mondo, Starchild: il bambino venuto dalle stelle, Polesine: alla ricerca del mostro del fiume Po, Allunaggio: l'uomo è sbarcato veramente sulla Luna?, Supereroi: l'incredibile calcolatore umano, I segreti del cuore e del triangolo rovesciato, Sindrome di Morgellons: una malattia aliena? | 7 giugno 2012  | 1 942 000      | 11,06%  |
| 8       | Loreto: la casa della Madonna trasportata dagli angeli, Il mistero della spada nella roccia, Il morbo di Morgellons: un altro caso italiano, Supereroi: l'uomo immune al veleno, Mes: il timore di una dittatura europea, L'esistenza degli angeli custodi, I nodi di Hartmann: l'energia elettromagnetica della Terra, Abduction: la ragazza rapita dagli alieni | 14 giugno 2012 | 1 912 000      | 10,24%  |
| 9       | Vampiri: la figlia segreta di Dracula, Marilyn Monroe: la misteriosa morte di una diva, Voci nella mente: realtà o suggestione?, 21 dicembre 2012: la verità sulla presunta fine del mondo, Monastero di Cairate: a caccia di fantasmi, Il raggio della morte: l'invenzione segreta, Omicidio Kennedy: chi voleva la morte del presidente?, Supereroi: il nuovo Houdini, Supereroi: l'uomo che ingoia le spade                                                                      | 21 giugno 2012 | 1 539 000      | 9,81%   |
| Media   | Media | Media          | 1 954 000      | 9,95%   |

### Settima edizione (2013)
La settima stagione è stata presentata da Daniele Bossari, Marco Berry, Jane Alexander, Lucilla Agosti, Andrea G. Pinketts e Nicole Pelizzari come inviati speciali. Paola Barale inoltre, appare nel corso delle puntate durante svariati flashback.
| Puntata | Principali argomenti trattati | Messa in onda    | Ascolti        | Ascolti |
| Puntata | Principali argomenti trattati | Messa in onda    | Telespettatori | Share   |
| ------- | --- | ---------------- | -------------- | ------- |
| 1       | Fatima: Il mistero del Terzo Segreto, L'uomo che domina l'elettricità, Val di Susa: Una terra abitata dagli alieni?, L'uomo dalla pelle impenetrabile, Elvis Presley: Il mistero di una leggenda, La voce che fa spaccare il cristallo, Plastinazione: La ricerca della vita eterna, Profezie: quelle che non si sono avverate, Eurogendfor: I segreti della super polizia europea, Come nascono i cerchi nel grano | 9 gennaio 2013   | 1 734 000      | 7,67%   |
| 2       | Madre Speranza: La suora che lottava col diavolo, Los Roques: Un nuovo Triangolo delle Bermuda?, I segnoni: Custodi di riti misteriosi, Il malocchio: Cosa è e come si leva, Umanamente impossibile: I capezzoli instrappabili, L'occhio del Grande Fratello, Marilyn Monroe: L'ultimo mistero, Colorno: un manicomio infestato dai fantasmi, I misteri di un fachiro                                               | 16 gennaio 2013  | 2 355 000      | 9,49%   |
| 3       | Val Trebbia: Rapita dagli alieni, Paul is dead: Chi ha sostituito Paul McCartney?, Il mistero della Strage di Batman, Lago di Garda: Il mostro degli abissi, James Dean: Il delitto perfetto, L'uomo ignifugo, I segreti delle mummie dei sacerdoti, Tuffi mortali, Il mistero delle donne giraffa | 23 gennaio 2013  | 1 942 000      | 8,31%   |
| 4       | Gello: Una sensitiva sulle tracce di Roberta Ragusa, Le luci di Hessdalen: Fenomeno naturale o ufologico?, La donna elettrica, Il ritrovamento di Monna Lisa, I segreti della società segreta Skull & Bones, Viggiù: Presenze paranormali in un cimitero sconsacrato, Avvistamenti e verità sui microchip alieni, Umanamente impossibile: Trappola mortale, John Belushi: una overdose sospetta?                    | 31 gennaio 2013  | 1 727 000      | 7,34%   |
| 5       | Fumone: Il fantasma del marchese bambino, Michael Jackson è ancora vivo?, Arte medianica: I grandi artisti dipingono dall'aldilà?, Elvis Presley: Una morte piena di misteri, L'uomo dagli occhi di ferro, Judy Garland: Una morte davvero accidentale?, Dracula: Realtà o leggenda?, La donna spiedino | 6 febbraio 2013  | 2 093 000      | 8,84%   |
| 6       | Meteoriti in Russia: I misteri della pioggia di fuoco, Benedetto XVI: Le profezie si stanno avverando?, Yara Gambirasio: Una sensitiva al servizio delle indagini, Il mistero del papa tedesco, Moana Pozzi: la bionda dei servizi segreti, Il mistero della strana morte di Heath Ledger, Umanamente impossibile: Pelle impenetrabile, Caso Jucker: Follia e premeditazione?, L'uomo di ghiaccio                   | 20 febbraio 2013 | 2 252 000      | 9,55%   |
| 7       | Omicidio Mollicone: Una sensitiva indaga, I segreti del conclave, Camerano: La verità del bambino nella bara, Leonardo Da Vinci: I misteri del genio assoluto, Moana Pozzi: Le verità nascoste, Brandon Lee: Incidente o omicidio?, L'uomo mangia-vetri, Il tornado umano | 27 febbraio 2013 | 2 228 000      | 9,25%   |
| 8       | La verità sulle scie chimiche, Barcellona: La città dei misteri, Le salme che non si decompongono, Illuminati: Il lato oscuro della musica, Il mistero dell'uomo falena, Le ultime rivelazioni del caso Orlandi, Michael Jackson: Una fine misteriosa, Caso di Chico Forti: Condannato all'ergastolo da innocente?                                                                                                  | 6 marzo 2013     | 1 854 000      | 8,58%   |
| 9       | Profezie: Papa Francesco sarà l'ultimo papa?, La misteriosa morte di Grace Kelly, La verità sullo Starchild, Un segreto dietro la morte di Hugo Chávez, Creature misteriose: L'uomo scimmia, Teschi di cristallo: Portali per un'altra dimensione?, Longino: I poteri della lancia che trafisse Gesù, Le armi segrete dei nazisti                                                                                   | 20 marzo 2013    | 1 894 000      | 8,47%   |
| 10      | Petra: Gli incredibili segreti della città rosa, Delitto di Garlasco: Chi ha ucciso Chiara Poggi?, Un caso di omicidio risolto da una sensitiva, Le società segrete e la macchina del fango, Abduction: I rapimenti alieni in Italia, L'uomo dal torace d'acciaio, Omicidio di Meredith Kercher: Tutto da rifare, La misteriosa morte di Whitney Houston, Intervista col vampiro                                    | 27 marzo 2013    | 1 837 000      | 8,90%   |
| Media   | Media | Media            | 1 991 000      | 8,64%   |

### Ottava edizione (2014)
L'ottava stagione è presentata dal personaggio Adam Kadmon unitamente a Daniele Bossari, Marco Berry, Jane Alexander, Andrea G. Pinketts e i nuovi inviati Elenoire Casalegno e Clemente Russo. Le puntate sono andate in onda dal piroscafo Patria, recentemente restaurato.
| Puntata                        | Principali argomenti trattati | Messa in onda    | Ascolti        | Ascolti |
| Puntata                        | Principali argomenti trattati | Messa in onda    | Telespettatori | Share   |
| ------------------------------ | --- | ---------------- | -------------- | ------- |
| 1                              | Ascoli Piceno: Il cimitero segreto delle mummie, Jean Pierre Girard: L'uomo che piega il metallo con la mente, Metepec: Il mistero della creatura aliena, Adam Kadmon: L'Italia in fermento, Abduction: Parlano i rapiti dagli alieni, Omicidio Chiara Poggi: Le nuove rivelazioni, Rachele Restivo: Yōko Ono e John Lennon, Inghilterra: La casa infestata da fantasmi                                            | 15 gennaio 2014  | 1 477 000      | 8,43%   |
| 2                              | I segreti dei sotterranei di New York, Alta Tensione: un esperimento mortale, Il massacro degli artisti: coincidenze o vera linea di sangue?, Rachele Restivo: Courtney Love e Kurt Cobain, Bionica: nel futuro saremo tutti uomini cyborg?, Adam Kadmon: "Il Corvo", Voghera: un ex manicomio infestato dai fantasmi, Moana Pozzi: parlano le ex colleghe                                                         | 23 gennaio 2014  | 1 327 000      | 5,89%   |
| 3                              | Adam Kadmon: esclusivo rivelazione sugli alieni, Apparizioni mariane: San Bonico, la Medjugorje italiana?, Cataclismi in Sud Italia: una catastrofe imminente?, Omicidio Meredith: il giorno del giudizio, Long Island: trovati cadaveri alieni?, Adam Kadmon: nuove rivelazioni sulla bontà di Michael Jackson | 30 gennaio 2014  | 1 831 000      | 8,24%   |
| 4                              | Adam Kadmon: attualità, le conseguenze odierne di Fukushima, Morte apparente, la signora morta tre volte, Una donna umile con visioni mistiche, Adam Kadmon: il culto di Saturno, la frangia violenta degli Illuminati, I cambiamenti climatici in corso, Ghost Hunters a Torino, La reliquia di S. Antonio da Padova                                                                                              | 6 febbraio 2014  | 1 892 000      | 11,01%  |
| 5                              | Il lato oscuro dei social network, I 10 comandamenti delle Georgia Guidestones, I misteri dell'antro della Sibilla Cumana, La mummia della santona, Il mistero di una mamma in cerca di perdono, La rinuncia di Papa Benedetto XVI, La Gioconda di San Pietroburgo, Wikkan: le nuove streghe | 13 febbraio 2014 | 1 604 000      | 7,18%   |
| 6                              | Adam Kadmon attualità: l'importanza di rinunciare alla vivisezione e ai test sugli animali, il mistero di Gustavo Adolfo Rol, Adam Kadmon Revolution: l'essere umano potrebbe non essere in cima alla catena alimentare, Apparizioni e altre manifestazioni mariane, il mistero degli omicidi di Saluzzo | 27 febbraio 2014 | 1 717 000      | 7,74%   |
| 7                              | Disastro ambientale: Chi boicotta la free energy?, Gnomi, Fate, Elfi: Leggenda o realtà?, Adam Kadmon: le dinamiche delle guerre civili, Lago di Como: Il mistero del Lariosauro, Loch Ness: Esiste il mostro del lago?, Attrazioni fatali: L'amore tradito tra Jackie Bouvier e JFK, Le bestie di Satana: un caso ancora aperto, Mostro di Firenze: Una setta dietro la scia dei delitti?, Il mistero dei fulmini | 6 marzo 2014     | 1 432 000      | 6,63%   |
| 8                              | Adam Kadmon: Simboli esoterici nelle banconote, La linea di San Michele, I segreti dei numeri e della smorfia napoletana, l'entrata dell'inferno in Turchia | 13 marzo 2014    | 1 513 000      | 6,88%   |
| 9                              | La casa infestata, La foto dell'anima, Adam Kadmon e i segreti dei 4 cavalieri dell'apocalisse, Il laboratorio di Frankenstein in Italia, | 20 marzo 2014    | 1 458 000      | 6,87%   |
| 10                             | Adam Kadmon: I segreti pagani della Pasqua, La legione dei diavoli, Il bunker segreto nazista, L'uomo nudo porta fortuna | 27 marzo 2014    | 1 551 000      | 7,15%   |
| Media                          | Media | Media            | 1 580 200      | 7,60%   |
| Il meglio dell'ottava edizione | Il meglio dell'ottava edizione | 3 aprile 2014    | 1 199 000      | 5,52%   |

### Nona edizione (2015-2016) -Mistero Adventure

#### Prima parte
La nona edizione del programma vede alla conduzione al fianco di Daniele Bossari ed Elenoire Casalegno, oltre che agli interventi di Adam Kadmon e Rachele Restivo, due volti nuovi: Laura Torrisi e Fabio Troiano.
| Puntata | Principali argomenti trattati                                                                                | Messa in onda    | Messa in onda  | Messa in onda |
| Puntata | Principali argomenti trattati                                                                                | Messa in onda    | Telespettatori | Share         |
| ------- | --- | ---------------- | -------------- | ------------- |
| 1       | I misteri del Perù (fra cui: Linee di Nazca, Machu Picchu), Catacombe di Roma, ISIS                          | 14 dicembre 2015 | 1 290 000      | 6,14%         |
| 2       | Cammino di Santiago di Compostela, Rapimento alieno, Sciamanesimo                                            | 21 dicembre 2015 | 1 220 000      | 5,94%         |
| 3       | Terra santa: sulle tracce di Gesù, Mummia di Tollund, Ibernazione umana                                      | 28 dicembre 2015 | 1 376 000      | 6,51%         |
| 4       | Turchia: paesaggio della Cappadocia, il leggendario Regno di Agartha, le due anime di Oropa, i morti di Bali | 4 gennaio 2016   | 1 296 000      | 6,33%         |
| Media   | Media | Media            | 1 295 000      | 6,23%         |

#### Seconda parte
La seconda parte della nona edizione è andata in onda dal 13 luglio al 31 agosto 2016 con gli stessi conduttori e inviati della prima parte dell'edizione stessa.
| Puntata | Principali argomenti trattati | Messa in onda  | Ascolti        | Ascolti |
| Puntata | Principali argomenti trattati | Messa in onda  | Telespettatori | Share   |
| ------- | --- | -------------- | -------------- | ------- |
| 1       | Area 51, Alieni, Arca dell'Alleanza | 13 luglio 2016 | 1 073 000      | 6,25%   |
| 2       | Cavalieri templari, Graal, Maria | 20 luglio 2016 | 670 000        | 4,08%   |
| 3       | Atlantide; sulle tracce del continente perduto presso Tenerife, West Star; la "cittadella sotterranea" nel sottosuolo di Affi, Atlantide; il mistero del popolo Guanches, Golem; la vera storia del Mostro di Praga, Hobbit, Teletrasporto; finzione o realtà?                            | 27 luglio 2016 | 918 000        | 5,47%   |
| 4       | Antigua e Barbuda; chi erano i pirati dei Caraibi?, Tubo di Rubens; il mistero del fuoco che danza, Mohenjo-Daro; una città distrutta dall'atomica, Psicocinesi; la mente può controllare la materia?, Pinocchio; una favola massonica?; Canarie, a Tenerife si nasconde una base aliena? | 3 agosto 2016  | 849 000        | 5,70%   |
| 5       | Vichinghi, Operazione Babalon; la creazione magica dell'Anticristo, I fenomeni fortiani, Quarta dimensione; chi sono gli uomini ombra, Aldilà; le prove dell'esistenza del Purgatorio | 17 agosto 2016 | 604 000        | 4,10%   |
| 6       | Lione, Praga e Torino: il triangolo della magia bianca; Le Ley Lines di Torino; Adam Kadmon: da dove proviene l'energia? | 31 agosto 2016 | 853 000        | 5,00%   |
| Media   | Media | Media          | 828 000        | 5,10%   |

- Nota 1: il 10 agosto 2016, la trasmissione non è andata in onda per via del Trofeo TIM.
- Nota 2: l'ultima puntata di Mistero Adventure, che doveva inizialmente andare in onda il 24 agosto 2016, è stata rinviata al 31 agosto a causa del terremoto che ha colpito il centro Italia.

## Puntate speciali
Fino ad oggi sono andate in onda sedici puntate speciali.
| Puntata | Principali argomenti trattati | Messa in onda     | Ascolti        | Ascolti |
| Puntata | Principali argomenti trattati | Messa in onda     | Telespettatori | Share   |
| ------- | --- | ----------------- | -------------- | ------- |
| 1       | Mistero: Speciale - I casi italiani: Mummie di Palermo, Cerchi nel grano, Feto alieno, Starchild | 12 agosto 2009    | 1 176 000      | 8,02%   |
| 2       | Mistero: Speciale - Gli alieni fra noi - I dossier segreti (in collaborazione con Studio Aperto): Alieni, Apollo 20, Dossier inglesi, Vita sulla luna, Mummia in America, Abduction | 25 ottobre 2009   | 3 087 000      | 13,09%  |
| 3       | Il meglio della 3ª stagione di Mistero I: Alieni, UFO, Loch ness, Abigail e Brittany Hensel parte 1, L'ultima cena | 15 giugno 2010    | 2 045 000      | 10,44%  |
| 4       | Il meglio della 3ª stagione di Mistero II: Arca di Noè, Orbs, Abigail e Brittany Hensel parte 2 | 22 giugno 2010    | 1 725 000      | 8,90%   |
| 5       | Mistero: Speciale - Gli alieni: il contatto * | 1º luglio 2010    | 1 975 000      | 11,90%  |
| 6       | Mistero: Speciale - I casi italiani: Mummie di Palermo, Il fantasma di Azzurrina, Microchip sotto pelle, L'ultima cena, Abduction, Feto alieno | 15 febbraio 2011  | 1 318 000      | 5,09%   |
| 7       | Mistero: Speciale - La fine del mondo: 21 dicembre 2012: 21.12.2012: fine del mondo o inizio di una nuova era?, Catastrofi naturali: l'inizio della fine?, Profezie: quando si sono avverate, Nibiru: la minaccia dallo spazio?, Profezie mariane: Fátima - Medjugorie - Garabandal, Medjugorie: l'ultimo segreto, Apocalisse: come sopravvivere, Profezie: l'apocalisse di San Giovanni, Parla un ex illuminato (diretta) | 20 dicembre 2012  | 3 165 000      | 14,86%  |
| 8       | Mistero: Speciale complotti: L’occhio del grande fratello, David Icke svela il mistero degli illuminati, Scie chimiche: chi controlla l'atmosfera?, Il piano segreto per controllare il clima, Microchip sotto la pelle: il grande fratello è arrivato, La sindrome di Morgellons, una malattia aliena?, MES, il timore di una dittatura europea, Gli OGM possono distruggerci?, I Rothschild: la famiglia che comanda il mondo?, Signoraggio: chi guadagna con i nostri soldi?, New World Order: chi comanda il mondo?, Il mistero della strage di Batman (presentato da Adam Kadmon a tarda notte) | 10 febbraio 2013  | 892 000        | 18,94%  |
| 9       | Mistero: Speciale - I misteri della fede: Il mistero del papa tedesco, Profezie: Francesco sarà l'ultimo papa?, I segreti del conclave, Fatima: il mistero del terzo segreto, Međugorje: il mistero delle apparizioni della Madonna, I segreti del cuore e il triangolo rovesciato, Profezie mariane: Garabandal, Lourdes: i segreti dell'acqua miracolosa, I misteriosi poteri di Padre Pio, Baphomet: l'idolo pagano dei templari, Stigmate: i segreti di Natuzza Evolo, Il mistero dei cavalieri templari, Il mistero del volto di Gesù, San Gennaro: miracolo o fenomeno naturale? (presentato da Adam Kadmon in prima serata)                                                                                | 2 aprile 2013     | 1 949 000      | 8,5%    |
| 10      | Mistero: Speciale le 7 verità: Un nuovo 11 settembre: come scongiurarlo?, Ufo: i governi ci nascondono la verità?, Alieni: stanno arrivando?, Allunaggio: l'uomo è sbarcato veramente sulla luna?, Falsi profeti e presunti messia: chi era il vero Cristo?, Lucedio: è possibile evocare il diavolo?, Cerchi nel grano: impostura o messaggio alieno?, Il carcere di Torino: imprigionati per l'eternità, 11 settembre 2001: le verità nascoste (presentato da Adam Kadmon in prima serata) | 17 aprile 2013    | 1 390 000      | 6,48%   |
| 11      | Mistero: Speciale - I misteri della musica: Le ultime rivelazioni sulla morte di Lady D., Marilyn Monroe: l'ultimo mistero, Whitney Houston: la misteriosa morte, Paul McCartey: le prove della morte, Messaggi subliminali: condizionano la mente?, Michael Jackson: ipotesi di omicidio, Illuminati: il lato oscuro della musica, Il club dei 27: la maledizione delle rock star, Elvis Presley: una morte piena di misteri, Michael Jackson è vivo? (presentato da Adam Kadmon in prima serata) | 1º settembre 2013 | 1 159 000      | 6,38%   |
| 12      | Mistero: Speciale - I misteri del pianeta Terra: Siria e armi chimiche: un'ipotesi sconvolgente, Esiste il mostro di Loch Ness?, Lago di Garda: il mostro degli abissi, Sardegna: i giganti popolavano queste terre?, La Stonehenge italiana, Stonehenge: il sito più misterioso al mondo, Meteoriti in Russia: i misteri della pioggia di fuoco, La voce di Azzurrina, Le luci di Hessdalen: fenomeno naturale o ufologico?, 528 Hz: la frequenza della vita, Starchild: la verità sul teschio alieno, Il triangolo delle Bermude: si sta espandendo?, Mothman: l'uomo falena esiste?, L'uomo che domina l'elettricità (presentato da Adam Kadmon in prima serata)                                               | 8 settembre 2013  | 1 251 000      | 8,03%   |
| 13      | Mistero: Speciale - Misteri e complotti: 11 settembre 2001: le verità nascoste, 11 settembre 2001: ipotesi di complotto, Gli OGM possono distruggerci?, La sindrome di Morgellons, una malattia aliena?, Microchip sotto la pelle, David Icke svela il mistero degli illuminati, Scie chimiche: chi controlla l'atmosfera?, L’occhio del grande fratello, Un nuovo 11 settembre: come scongiurarlo?, Signoraggio: chi guadagna con i nostri soldi?, Monarch: il progetto segreto per controllare le menti, New World Order: chi comanda il mondo?, Le profezie degli illuminati, MES, il timore di una dittatura europea, Il raggio della morte: l'invenzione segreta (presentato da Adam Kadmon in prima serata) | 15 settembre 2013 | 1 274 000      | 7,69%   |
| 14      | Mistero: Speciale - I misteri ultraterreni: Majestic 12: la verità sugli alieni, Ufo: i governi ci nascondono la verità?, Alieni: stanno arrivando?, Come nascono i cerchi nel grano, Ufo nell'orbita terrestre, Erika Galli: la ragazza rapita dagli alieni, Monastero di Cairate: a caccia di fantasmi, A Gloucester, nel pub del fantasma della birra, La prova dell'esistenza dei fantasmi, Black bloc: gli istinti rettiliani della mente, Francesco: il fantasma del marchese bambino (presentato da Adam Kadmon in prima serata) | 22 settembre 2013 | 1 032 000      | 5,85%   |
| 15      | Mistero: Speciale - I misteri della religione: San Gennaro: miracolo o fenomeno naturale?, Le veggenti di Ischia, verità o suggestione?, Longino: i poteri della lancia che trafisse Gesù, Padre Pio: i suoi poteri erano reali?, Profezie mariane: Garabandal, Stigmate: i segreti di Natuzza Evolo, Baphomet: l'idolo pagano dei templari, Oria: il mistero delle mummie laiche, I segreti delle mummie dei sacerdoti, Le società segrete e la macchina del fango, Brindisi: il mistero dell'uomo con le stigmati, Fatima: Il mistero del Terzo Segreto (presentato da Adam Kadmon in prima serata) | 29 settembre 2013 | 1 120 000      | 7,28%   |
| 16      | Mistero: Speciale - Femminicidio, una strage infinita: L'omicido di Melania Rea, Gello: Una sensitiva sulle tracce di Roberta Ragusa, Processo omicidio Meredith: tutto da rifare, Moana: la bionda dei servizi segreti, Delitto di Garlasco: Chi ha ucciso Chiara Poggi?, Il caso Jucker: follia e premeditazione?, Yara: una sensitiva al servizio delle indagini, L'omicidio di Desiree Piovanelli, Omicidio Mollicone, la verità del padre, Il rito sabbatico delle streghe (presentato da Adam Kadmon in prima serata) | 6 ottobre 2013    | 1 301 000      | 7,29%   |

## Critiche
Sin dalla prima stagione, il programma è stato criticato per la divulgazione di false notizie che farebbero leva sulle paure irrazionali delle persone. Tali critiche derivano dalla metodologia investigativa antiscientifica e irrazionale utilizzata dagli autori del programma.
Dopo le prime due puntate di Mistero, in cui i casi principali trattati riguardavano il presunto rapimento alieno di una donna, il 12 luglio 2009 il blog di Paolo Attivissimo ha messo in luce come molto probabilmente quello che veniva presentato come un "presunto feto alieno" fosse in realtà molto più somigliante ad una comune lepre.
Nello stesso periodo, l'8 luglio 2009, in riferimento alla seconda puntata, pesanti critiche sono arrivate anche da Francesco Grassi sul suo blog che ha messo in luce moltissime inesattezze sul caso dei cerchi nel grano.
Critiche sono arrivate anche dopo la puntata sullo Starchild del 22 luglio 2009, in cui non è stato dato spazio a teorie alternative sul fatto che il teschio non sarebbe umano.
Anche la puntata speciale del 25 ottobre 2009 è stata oggetto di critiche, con parecchi siti internet che ne hanno addirittura sconsigliato la visione prima della messa in onda. Paolo Attivissimo nel suo blog ne ha contestato vari servizi: quello relativo all'Apollo 20, un'ipotetica missione svolta da americani e sovietici per recuperare un'astronave extraterrestre sul nostro satellite, e quello su un audio censurato dalla NASA nel quale Armstrong e Aldrin descrivono un incontro alieno sulla Luna. Per quanto riguarda il secondo servizio in particolare, il giornalista ha paragonato le voci degli astronauti con quelle della registrazione, notandole completamente diverse, e, in seguito, ha scoperto la fonte dell'audio: un documentario parodistico inglese del 1977, intitolato Alternative Three.
Nella puntata di Striscia la notizia del 25 febbraio 2011 è stata data spiegazione agli avvistamenti ufo avvenuti a Napoli, di cui si era parlato nella puntata di Mistero dell'8 febbraio 2011: si sarebbe trattato di modellini telecomandati.
Nella puntata andata in onda il 21 giugno 2012 è stato presentato il fantasma di Manigunda che pareva aggirarsi nel Monastero di Cairate, in provincia di Varese, in realtà la foto mostrata dal programma come vera si è dimostrata un falso manipolato con 3 diversi programmi di elaborazione grafica. La valutazione effettuata dal P.A.R.I. Paranormal Activity Research Investigation, Progetto S.E.R.P. Studi E Ricerche sul Paranormale è la seguente: «Abbiamo fatto un'analisi spettrografica della foto. L'immagine è stata sicuramente manipolata, ci sono firme di compressione varie tra cui Adobe Photoshop 7.0 e GIMP – spiegano gli esaminatori del Pari ed Hunter Brothers che hanno effettuato una indagine spettrografica sulla foto – L'immagine ritenuta originale è stata ottenuta tramite Sony Cybershot U e successivamente ritoccata con Adobe Photoshop 7.0 con cui è stata aggiunta la sagoma che si intravede nel presunto originale. Successivamente altre firme software tra cui l'opensource Gimp sono state rilevate. In questo caso il software è stato utilizzato per ridurre e comprimere (tra il 60% ed il 63% dell'originale) l'immagine finale con il chiaro intento di mascherare i piccoli difetti di rumore. Ovviamente anche con questi accorgimenti un residuo è comunque rimasto non tanto nell'immagine quanto nei dati per tanto si è potuto risalire al procedimento utilizzato per creare questo artefatto».

## Mistero Files
Mistero Files è stato un programma andato in onda su Italia 2 dal lunedì al sabato all'interno della Wild Zone alle 18:00 che riproponeva servizi delle varie stagioni televisive o web di Mistero.